# Bakuryński
Bakuryński – rosyjski herb szlachecki, używany przez rodzinę pochodzącą od polskiego protoplasty.

## Blazonowanie
Tarcza dzielona w krzyż. W polu I, srebrnym, krzyż kawalerski czerwony. W polu II, błękitnym, korona złota. W polu III, czerwonym, podkowa srebrna. W polu IV, złotym, serce czerwone przeszyte strzałą na opak w skos lewy i szablą na opak w skos. W klejnocie trzy pióra strusie. Labry: z prawej błękitne, podbite złotem, z lewej czerwone, podbite srebrem.

## Najwcześniejsze wzmianki
Herb należał do rosyjskiej rodziny pochodzącej od Mikołaja Bakuryńskiego, członka wyprawy Zygmunta III na Smoleńsk w 1609 roku. Odnotowano go w części 9 Obszczij gerbovnika z roku 1816.

## Herbowni
Bakuryński.